# 死神

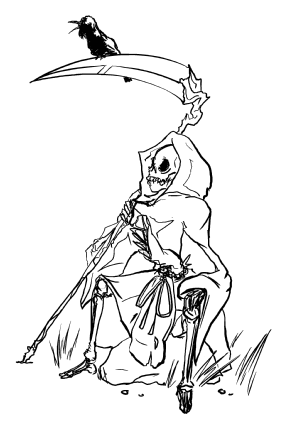
西洋の死神

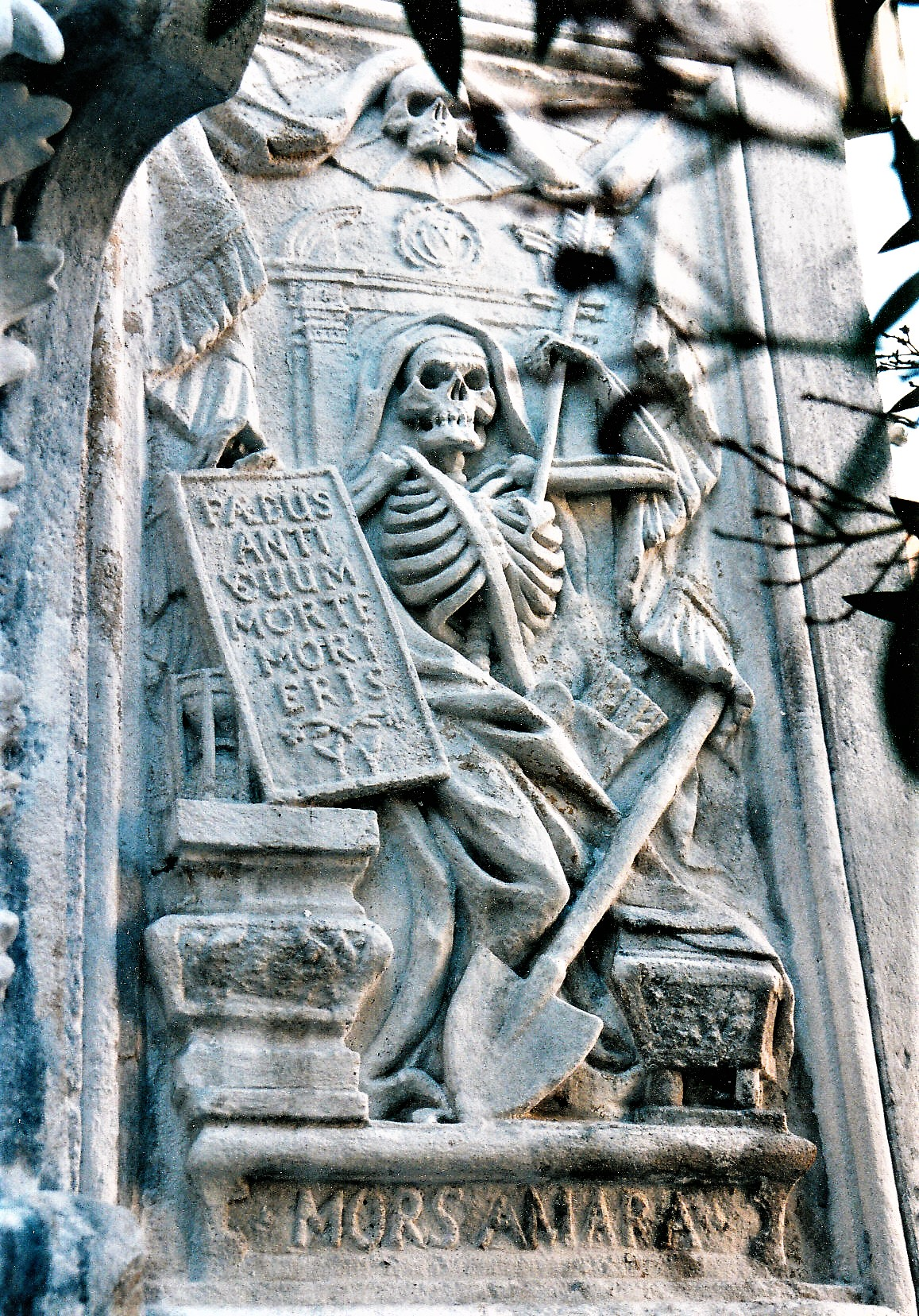
オーストリア、デュルンシュタイン市の修道院の彫刻。

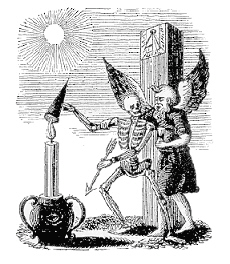

死神（しにがみ）は、死を導くとされる神の通称または死の比喩語であり、古来より日本や世界各地に様々な伝承・用法が存在する総称。冥府において魂の管理者ともされ、日本の落語など、娯楽作品にも死に関する存在として登場する。西洋ではGrim ReaperまたはDeathであり神という字義はないが、日本では死神が翻訳語として用いられている。

## 西洋の死神
西洋において死の概念が擬人化されて、生きた骸骨として描かれるようになったのは中世以降である。伝承における登場人物として、大鎌を手にした姿をしていることが多く、間もなく死を迎える人間の魂を集めていると言われる。イギリスとドイツでは、死神は男性として表現されるのが一般的だが、フランス、スペイン、イタリアにおいては女性の姿をしていることも珍しくない。
1800年代の後半から、英文学において死神というキャラクターはグリム・リーパー（Grim Reaper）の名で知られるようになった。グリム・リーパーという言葉が最初に文献に登場するのは1847年の『The Circle of Human Life』である。
それ以降、一般的に大鎌、もしくは小ぶりな草刈鎌を持ち、黒を基調にした傷んだローブを身にまとった人間の白骨の姿で描かれ、時にミイラ化しているか、完全に白骨化した馬に乗っている事もある。また、脚が存在せず、常に浮遊しているものも多く、黒い翼を生やしている姿も描かれる。
こうした一般的に想像される禍々しい死神の姿は、一種のアレゴリーであり、死を擬人化したものである。神話や宗教・作品によってその姿は大きく変わる。時には白骨とは違った趣向の不気味なデザインとなる事もある。
その大鎌を一度振り上げると、振り下ろされた鎌は必ず何者かの魂を獲ると言われ、死神の鎌から逃れるためには、他の者の魂を捧げなければならないとされる。
心霊写真においては、鎌を持った死神が写ると命に関わる危険の前兆で、たとえ鎌を持っていなくとも何らかの危機が起きる、という迷信も存在する。
基本的に、死神は悪い存在として扱われる事が多いが、『最高神に仕える農夫』という異名もある。この場合、死を迎える予定の人物を冥府へと導く役目を死神が持っているといわれる。その人物の魂のみが現世に彷徨い続け、悪霊化するのを防ぐためである。

## 日本の死神
日本では、神話におけるイザナミや冥界の王とされる閻魔が、死神とみなされることもあれば、西洋における死神とは異なる（あるいは日本にはその概念が存在しなかった）と考えられることもある。「死神」という言葉そのものは、江戸時代以降、例えば近松門左衛門による心中をテーマにした人形浄瑠璃や古典の書籍にみられる。戦後に西洋の死神の観念が日本に入ってきたことで、死神は人格を持つ存在として語られるようになり、テレビドラマや漫画、ゲームなど様々なフィクション作品に登場するようになった。

## 宗教・神話における死神
多くの文化では、その神話の中に死神を組み入れている。人間の「死」は、「誕生」と共に人生にとって重要な位置を占めるものである。その性質上「悪の存在」的な認知をされている。
殆どの場合、死神は宗教の中で最も重要な神の1つとされ、最高神もしくは次いで位の高い神となっている場合が多く、崇拝の対象にしている宗教もある。
この場合、単に死神崇拝といっても「絶対的な力を持つ神」の能力の一部に「生死を操る能力」があるなど、いわゆる邪教崇拝だけではない点に注意するべきである。穀物生成や輪廻転生に関連付けられる地域では死と再生の神々として捉えられることもある。
キリスト教などの一神教においては神は唯一神以外になく、実際に生物に死を知らしめ、それを執行するのは天使（いわゆる「死の天使」）である。このためキリスト教では「死神」は存在せず、代わりに「悪魔」が存在する。また、直接死神とは書かれていないが、黙示録において「第4の封印」を開けた時、「剣と飢餓を持って蒼ざめた馬に乗った"死"という者」がやって来ると記載されている。この者が神によって遣わされているという点、そして比喩表現であるということは特筆すべきである。また民話や創作においては、神や悪魔とは別の存在（つまり和訳語の"死神"に反して神ではない）としての死神が登場する事がある（グリム童話の『死神の名付け親 Der Gevatter Tod』など）。

## タロットカードにおける死神
タロット占いでは「大アルカナ」の13番目のカード「Death」として死または死神が使われる。死神は「停止」や「損失」など、不吉な出来事の予兆とされるが、カードの組み合わせやデッキから引き出したときの図柄の向きによって「死からの再生」や「やり直し」に意味が変化する。

## ウィキペディアにおける死神
著名人の死が報じられると即座にウィキペディアにあるその人物の記事を更新する利用者は「死神」と言われる。

## 死神の一覧
- キリスト教 : サリエル（神ではなく天使）
- アステカ神話 : ミクトランテクートリ、シペ・トテック
- イスラム教 : アズラーイール（神ではなく天使）
- ウガリット神話: モート、ホロン
- エジプト神話 : アヌビス、オシリス、セケル
- ギリシア神話 : タナトス、ハーデース
- スラヴ神話: チェルノボグ
- ヒンドゥー教 : ヤマ
- 北欧神話 : オーディン、ヘル、ワルキューレ
- マヤ神話 : ア・プチ、イシュタム、フン・カメーとヴクブ・カメー
- メソポタミア神話 : ネルガル、エレシュキガル、ナムタル
- ローマ神話 : モルス、プルートー、オルクス
- ブルトン神話（英語版）（ケルト神話） : アンクー（英語版）
- 中国の民間信仰 : 無常